# Churcham
Churcham – wieś w Anglii, w hrabstwie Gloucestershire, w dystrykcie Forest of Dean. Leży 7 km na zachód od miasta Gloucester i 158 km na zachód od Londynu. W 2001 miejscowość liczyła 669 mieszkańców.